# Prix Siloë Pèlerin
Le Prix des Libraires Siloé ou Prix des Libraires Siloé-Pèlerin a été créé par le groupement d’intérêt économique Siloé, qui rassemblait jusqu'en 2014 des librairies spécialistes du fait religieux.
Les journalistes du magazine Pèlerin ont rejoint l’équipe des libraires pour le décerner de 2010 à 2015,.

## Lauréats
- 2017 : Fabrice Hadjadj, Résurrection, mode d’emploi, Éditions Magnificat[4].
- 2016 : ?
- 2015 : Bernard Sesbouë, L’Homme merveille de Dieu. Éditions Salvator[5]
- 2014 : Michael Lonsdale, Jésus, j'y crois. Éditions Bayard[6]
- 2013 : Anne Soupa, Dieu aime-t-il les femmes. Éditions Médiaspaul[7]
- 2012 : Dennis Gira, Le Dialogue à la portée de tous… (ou presque). Éditions Bayard[8]
- 2011 : Elena Lasida, Le Goût de l'autre : La Crise, une chance pour réinventer le lien. Éditions Albin Michel[9]
- 2010 : Hippolyte Simon, Vous qui cherchez Dieu, voici un GPS. Éditions Desclée de Brouwer[10]
- 2009 : Christian Salenson, Christian de Chergé, une théologie de l’espérance. Éditions Bayard[réf. nécessaire]
- 2008 : ?
- 2007 : Claire Ly, Retour au Cambodge, le chemin de liberté d'une survivante, Éditions de l'Atelier[11].
- 2006 : John Kiser, Passion pour l'Algérie : Les Moines de Tibhirine, traduit par Henry Quinson, Éditions Nouvelle Cité[12].
- 2005 : Jean-Claude Guillebaud, La Force de conviction, Éditions du Seuil[13].
- 2004 : Bernard de Boissière et France-Marie Chauvelot, Maurice Zundel, Presses de la Renaissance[14].
- 2003 : Lytta Basset, Sainte Colère, Éditions Bayard - Labor et Fides [réf. nécessaire]
- 2002 : Maurice Bellet, La longue veille, Éditions Desclée de Brouwer[15].
- 2001 : Michel Rondet, Écouter les mots de Dieu, Éditions Bayard[16] .
- 2000 : Paul Beauchamp, Cinquante portraits bibliques, Éditions du Seuil [réf. nécessaire].
- 1999 : Claude Geffré, Profession théologien, Éditions Albin Michel [réf. nécessaire].
- 1998 : Jean-Michel Maldamé, Un livre inspiré : la Bible, Éditions du Cerf[réf. nécessaire].